# John Hargreaves (Snookerspieler)
John Thomas Hargreaves (* 2. Dezember 1945; † 27. März 2024 in Stoke-on-Trent) war ein englischer Snookerspieler, der zwischen 1983 und 1992 neun Jahre lang als Profispieler aktiv war.

## Karriere

### Anfänge als Amateur
Der aus Stoke-on-Trent stammende Hargreaves machte erstmals im Jahre 1971 auf sich aufmerksam, als er im südlichen Qualifikationswettbewerb der English Amateur Championship im Achtelfinale gegen Chris Ross verlor. Drei Jahre später besiegte er unter anderem Jack Fitzmaurice, bevor er sich im Halbfinale Patsy Fagan geschlagen geben musste. Nachdem er im folgenden Jahr im Viertelfinale Vic Harris unterlag, nahm er 1976 nicht am Turnier teil und erreichte stattdessen mit einem Sieg über Terry Griffiths das Achtelfinale der Pontins Spring Open. Im Jahr 1978 erreichte Hargreaves schließlich zuerst das Halbfinale der Qualifikation für die English Amateur Championship und unterlag dort dem späteren englischen Meister Terry Griffiths, bevor er mit einem Sieg über Cliff Thorburn bei den Pontins Spring Open das Achtelfinale erreichte und dort Steve Davis unterlag.
Nachdem Hargreaves 1980 im nördlichen Qualifikationswettbewerb der English Amateur Championship im Achtelfinale ausgeschieden war, gewann er ein Jahr später nach einem whitewash über Terry Griffiths – mittlerweile auf professioneller Ebene Weltmeister – mit einem 7:3-Sieg über Cliff Wilson die Pontins Spring Open. 1983 erreichte er nochmals das Achtelfinale des nördlichen Qualifikationswettbewerbs der englischen Meisterschaft, bevor er noch im selben Jahr Profispieler wurde.

### Kleinere Erfolge auf der Profitour
Mit dem Start seiner Profikarriere zur Saison 1983/84 hatte Hargreaves sich einen Zeitraum ausgesucht, in dem nach und nach neben der Snookerweltmeisterschaft auch andere Turniere in den Status eines Ranglistenturnieres erhoben wurden. Dennoch begann er die Saison mit zwei Auftaktniederlagen beim Professional Players Tournament und bei der UK Championship gegen Mario Morra und Ian Williamson. Im Anschluss daran erreichte er beim Classic mit Siegen über Warren King und Billy Kelly die Runde der letzten 48 und verlor dort gegen Mark Wildman, wobei dieses Ergebnis Hargreaves’ bestes Ergebnis bei einem Ranglistenturnier darstellt. Nach einer Teilnahme an der Qualifikationsgruppenphase des International Masters beendete er die Saison mit einer 5:10-Niederlage gegen Eddie McLaughlin in der Qualifikation für die Snookerweltmeisterschaft. Dennoch gelang es Hargreaves nicht, sich auf der Weltrangliste zu platzieren, sodass er ungesetzt blieb.
In der folgenden Saison verlor Hargreaves insgesamt vier Auftaktspiele, wobei er bei zweien den Entscheidungsframe erreichte, im Gegenzug aber auch eines durch einen whitewash verlor. Bei den übrigen Turnieren erreichte er bei den International Open mit einem Sieg über Pat Houlihan, bei der UK Championship mit einem Sieg über Paul Medati und beim Classic mit einem Sieg über Mike Darrington jeweils die Runde der letzten 80, in der er gegen Billy Kelly, Matt Gibson und Ray Edmonds verlor. Daraus folgte Hargreaves’ erste Weltranglistenplatzierung auf Rang 102.
Auch in der Saison 1985/86 verlor Hargreaves erneut vier Auftaktspiele, wobei er diesmal weder einen Entscheidungsframe erreichte noch durch einen whitewash verlor. Davon abgesehen erreichte er beim Grand Prix mit einem Sieg über Graham Cripsey und bei der UK Championship mit einem Sieg über Derek Mienie die Runde der letzten 96 und unterlag in dieser Steve Longworth beziehungsweise Jim Meadowcroft. Zudem profitierte er bei den British Open von der kampflosen Aufgabe von Gerry Watson und besiegte selbst Ray Edmonds, bevor er in der Runde der letzten 64 gegen Neal Foulds verlor. Auf der Weltrangliste konnte er sich infolgedessen um zehn Plätze verbessern, wobei dieser 92. Platz Hargreaves’ höchste Weltranglistenplatzierung blieb.

### Letzte Profijahre
Mit der Saison 1986/87 stieg die Zahl der Auftaktniederlagen auf fünf von sieben möglichen Spielen an. Bei den übrigen beiden Turnieren überstand Hargreaves das Auftaktspiel einerseits bei der UK Championship durch die kampflose Aufgabe von Leon Heywood, ehe er mit 0:9 gegen Wayne Jones verlor, und andererseits bei den British Open durch einen 5:4-Sieg über Maurice Parkin, bevor er mittels einer 3:5-Niederlage gegen John Rea auch dort ausschied. Auf der Weltrangliste rutschte Hargreaves wieder unter die 100er-Marke und belegte in der folgenden Saison Rang 104.
In der Saison 1987/88 verlor Hargreaves zu Beginn bei den International Open mit 4:5 gegen den Kanadier Mario Morra und begann damit die Saison erneut mit einer Auftaktniederlage. Doch auch wenn er sich fünf weitere Turniere angemeldet hatte, gab Hargreaves alle anderen Partien vorab kampflos auf. Tatsächlich wurde diese Niederlage gegen den Kanadier Hargreaves’ letztes Profispiel, da er zwar in den folgenden Saisons weiterhin Profispieler war, aber kein einziges Spiel bestritt. So rutschte er auf der Weltrangliste über Rang 122 auf Platz 136 ab, bevor er 1990 seine Weltranglistenplatzierung verlor und 1991 mit Rang 158 wiedererlangte. Schließlich beendete Hargreaves 1992 nach vierzehn Saisons offiziell seine Profikarriere.
Zu Beginn des Jahres 2024 nahm Hargreaves an zwei Turnieren des englischen Amateurverbands EPSB teil, konnte dabei aber nur einen Frame gewinnen. Einen knappen Monat später verstarb er im Douglas MacMillan Hospice in Stoke-on-Trent im Alter von 78 Jahren.

## Erfolge
| Ausgang         | Jahr | Turnier             | Finalgegner  | Ergebnis |
| --------------- | ---- | ------------------- | ------------ | -------- |
| Amateurturniere |      |                     |              |          |
| Sieger          | 1981 | Pontins Spring Open | Cliff Wilson | 7:3      |